# لويس بلاك
لويس بلاك (بالإنجليزية: Lewis Black)‏ (و. 1948 – م) هو ممثل تلفزيوني، وممثل، وممثل أفلام، ومقدم برامج، ومقدم برامج إذاعية، وكاتب مسرحي، وكاتب سيناريو، وكاتِب، من الولايات المتحدة الأمريكية.

## التعليم
تعلم في جامعة ييل، ومدرسة ييل للدراما، وجامعة ولاية كارولينا الشمالية في تشابل هيل.

## وصلات خارجية
- لويس بلاك على موقع IMDb (الإنجليزية)
- لويس بلاك على موقع روتن توميتوز (الإنجليزية)
- لويس بلاك على موقع ألو سيني (الفرنسية)
- لويس بلاك على موقع ميوزك برينز (الإنجليزية)
- لويس بلاك على موقع أول موفي (الإنجليزية)
- لويس بلاك على موقع قاعدة بيانات برودواي على الإنترنت (الإنجليزية)
- لويس بلاك على موقع قاعدة بيانات الأفلام السويدية (السويدية)
- لويس بلاك على موقع إن إن دي بي (الإنجليزية)
- لويس بلاك على موقع أول ميوزيك (الإنجليزية)
- لويس بلاك على موقع ديسكوغز (الإنجليزية)